# Team Gerolsteiner/2001
Deze pagina geeft een overzicht van de renners en de prestaties van de Duitse wielerploeg Team Gerolsteiner in 2001.
| Naam               | Geboortedatum | Nationaliteit | Ploeg 2000                     |
| ------------------ | ------------- | ------------- | ------------------------------ |
| Uwe Hardter        | 14-01-1977    | Duitsland     |                                |
| René Haselbacher   | 15-09-1977    | Oostenrijk    |                                |
| Hannes Hempel      | 06-10-1973    | Oostenrijk    | Bosch Hausgeräte-Sport Kärnten |
| Federico Morini    | 29-07-1976    | Italië        | beloften                       |
| Thomas Mühlbacher  | 11-05-1974    | Oostenrijk    |                                |
| Volker Ordowski    | 09-11-1973    | Duitsland     |                                |
| Uwe Peschel        | 04-11-1968    | Duitsland     |                                |
| Olaf Pollack       | 20-09-1973    | Duitsland     |                                |
| Michael Rich       | 23-09-1969    | Duitsland     |                                |
| Saulius Ruškys     | 18-04-1974    | Litouwen      | Saint Quentin-Oktos            |
| Torsten Schmidt    | 18-02-1972    | Duitsland     |                                |
| Ronny Scholz       | 24-04-1978    | Duitsland     | beloften                       |
| Tobias Steinhauser | 21-01-1971    | Duitsland     |                                |
| Marcel Strauss     | 15-08-1976    | Zwitserland   | Post Swiss Team                |
| Georg Totschnig    | 25-05-1971    | Oostenrijk    | Telekom                        |
| Miguel van Kessel  | 30-09-1975    | Nederland     | Farm Frites                    |
| Steffen Weigold    | 09-04-1979    | Duitsland     | beloften                       |
| Peter Wrolich      | 30-05-1974    | Oostenrijk    |                                |

## Overwinningen
| - Ronde van Nedersaksen 1e etappe (a): Michael Rich - Vredeskoers 1e etappe: Uwe Peschel - Ronde van Schynberg Eindklassement: Ronny Scholz - Ronde van Oostenrijk 3e etappe: Federico Morini | - Nationale kampioenschappen Oostenrijk (tijdrit): Georg Totschnig - Rothaus Regio-Tour 3e etappe: Saulius Ruškys - Ronde van Neurenberg Winnaar: Olaf Pollack - Ronde van Hessen 2e etappe: Torsten Schmidt | - Ronde van Rheinland-Pfalz 4e etappe: Torsten Schmidt - Parijs-Corrèze 1e etappe: Saulius Ruškys - Herald Sun Tour 3e etappe (b): Saulius Ruškys Eindklassement: Peter Wrolich |

## Teams

### Ronde van Zwitserland
19 juni–28 juni
- [141.] Georg Totschnig
- [142.] Uwe Peschel
- [143.] René Haselbacher
- [144.] Saulius Ruškys
- [145.] Ronny Scholz
- [146.] Volker Ordowski
- [147.] Marcel Strauss
- [148.] Peter Wrolich

1998 · 1999 · 2000 · 2001 · 2002 · 2003 · 2004 · 2005 · 2006 · 2007 · 2008